# زنجیرهای ابریشمی
زنجیرهای ابریشمی فیلمی به کارگردانی حسن کاربخش و نویسندگی نعمان و حسن کاربخش محصول سال ۱۳۶۴ است.

## خلاصه فیلم
لیلا زنی است تنها که به دنبال ناگواری های بسیار تعادل روانی خود را از دست می دهد و تصمیم به خودکشی می گیرد. یک مددکار اجتماعی به نام فرشته با پی بردن به زندگی گذشته و فهمیدن ناراحتی های روحی او با کوشش فراوان موفق می شود او را با زندگی آشتی دهد.

## بازیگران
- شهلا میربختیار
- منیژه دلدارگلچین
- آزیتا لاچینی
- سوگند رحمانی
- آیدا محمودیه
- مونا رویگری
- مهرنوش مقدم
- شمس کاظمی
- پریدخت اقبال‌پور
- حسین نصرآبادی
- احمد آقالو
- ملیحه نظری
- محسن محمودیه
- اصغر دمیرچی
- صدرالدین حجازی